# NMIXX
NMIXX(엔믹스)는 대한민국의 6인조 다국적 걸그룹이다. JYP 엔터테인먼트 소속으로 2022년 2월 22일에 데뷔하였다.
팬덤명은 NSWER(엔써)다.

## 활동

### 2021년: 소개
2021년 7월 9일, JYP 엔터테인먼트는 2019년 ITZY 이후 처음으로 신인 걸그룹이 2022년 2월 데뷔한다고 발표했다. JYP 엔터테인먼트는 7월 16일부터 7월 25일까지 그룹 데뷔 패키지의 한정판 예약 주문을 진행했다. 이 패키지는 이 그룹의 데뷔 앨범과 앨범 관련 자료가 담긴 블라인드 패키지였다. 멤버들은 지난 8월 6일부터 11월 19일까지 다양한 댄스 영상과 커버곡을 통해 공개됐다(지니, 지우, 규진, 설윤, 배이, 해원, 릴리 순).

### 2022년: Ad Mare, Entwurf로 데뷔, 지니의 탈퇴
2022년 1월 26일, JYP 엔터테인먼트는 그룹 이름을 NMIXX로 발표했으며, 그때까지는 JYPn(가칭)으로 불렸다. 2월 2일, Ad Mare 발매와 함께 2월 22일 데뷔한다고 발표됐다. 2022년 2월 18일, JYP 엔터테인먼트는 그룹 멤버 배이가 코로나19 양성 반응을 보임에 따라 당초 2월 22일로 예정됐던 데뷔 쇼케이스를 3월 1일로 연기한다고 밝혔다. 엔믹스는 드림웍스 애니메이션의 개비의 돌하우스(Gabby's Dollhouse)와 협업해 지난 5월 2일 My Girl Banhana는 레인보우의 2009년 데뷔 EP Gossip Girl의 "Kiss"를 커버한 곡이다. 이 노래는 7월 31일에 발매되었다. NMIXX는 9월 19일 리드 싱글 "Dice"와 함께 두 번째 싱글 앨범 Entwurf를 발매했다. 그룹은 11월 23일 첫 번째 "Intermixxion" 싱글(JYP가 공식 릴리스 사이에 독립형 트랙으로 공개된 특별 트랙으로 설명함)과 첫 번째 크리스마스 노래 "Funky glitter Christmas"를 발표했다. 12월 9일 JYP 엔터테인먼트는 지니는 개인 사정으로 인해 팀을 탈퇴하고 계약을 종료했으며, 엔믹스는 6인조 그룹으로 계속 활동하게 될 것이라고 밝혔다.
그룹명으로 사용된 '엔믹스'란, 나우, 넥스트, 뉴(now, next, new)와 미지수 'n'을 뜻하는 문자 'N'과 조합하여, 다양성을 상징하는 '믹스(MIX)'를 합성해 '새로운 시대를 책임질 최상의 조합'이라는 의미를 함축한 걸그룹이다.

### 2023년: Expérgo, A Midsummer Nmixx's Dream
2023년 3월 20일, NMIXX는 타이틀곡 "Love Me Like This"로 첫 번째 EP 앨범 Expérgo를 출시했다. 5월부터 미국과 아시아 전역에서 13일간 진행됐던 Nice to MIXX You 쇼케이스 투어에 나섰다.
NMIXX는 2023년 7월 11일 박진영이 작사, 작곡한 타이틀곡 '파티 어클락(Party O'Clock)'과 수록곡 '롤러코스터(Roller Coaster)' 등 4개 트랙으로 구성된 세 번째 싱글 앨범 'A Midsummer Nmixx's Dream'을 발매했다.

### 2024년: Fe304: BREAK, Fe3O4: STICK OUT
2023년 12월 4일, 미니 두 번째 EP 선공개곡 "Soñar (Breaker)"를 공개했다. 2024년 1월 15일, 미니 두 번째 EP앨범 "Fe3O4: BREAK"를 발매했다. 
8월 19일 미니 세 번째 EP앨범 "Fe3O4: STICK OUT"를 발매했다.

### 2025년: Fe3O4: FORWARD
2025년 3월 4일, 미니 네 번째 EP 선공개 곡 "High Horse"를 공개했다. 3월 17일, 미니 네 번째 EP앨범 "Fe3O4: Forward"를 발매했다.
10월, 첫 번째 정규앨범을 발매하며 컴백한다.

## 구성원
| 이름   | 소개 |
| ------ | --- |
| 오해원 | - 본명 : 오해원(吳海嫄) - 생년월일 : 2003년 2월 25일(22세) - 출생 : 인천광역시 남동구 논현동 - 활동기간 : 2022년 2월 22일 ~ 현재                   |
| 릴리   | - 본명 : 릴리 진 박 머로우 (Lily Morrow) - 생년월일 : 2002년 10월 17일(22세) - 국적 : 대한민국, 오스트레일리아 - 활동기간 : 2022년 2월 22일 ~ 현재 |
| 설윤   | - 본명 : 설윤아(薛侖娥) - 생년월일 : 2004년 1월 26일(21세) - 출생 : 대전광역시 중구 태평동 - 활동기간 : 2022년 2월 22일 ~ 현재                     |
| 배이   | - 본명 : 배진솔(裵眞率) - 생년월일 : 2004년 12월 28일(20세) - 출생 : 양산시 - 활동기간 : 2022년 2월 22일 ~ 현재                                    |
| 지우   | - 본명 : 김지우(金智佑) - 생년월일 : 2005년 4월 13일(20세) - 출생 : 경기도 남양주시 - 활동기간 : 2022년 2월 22일 ~ 현재                            |
| 규진   | - 본명 : 장규진(張圭珍) - 생년월일 : 2006년 5월 26일(19세) - 출생 : 경기도 성남시 분당구 - 활동기간 : 2022년 2월 22일 ~ 현재                       |

## 음반 목록

### 미니 음반
- 2023 3월 20일 《expérgo》- 타이틀곡: Love Me Like This
- 2024년 1월 15일 《Fe3O4: BREAK》- 타이틀곡: DASH
- 2024년 8월 19일 《Fe3O4: STICK OUT》- 타이틀곡: 별별별
- 2025년 3월 17일 《Fe3O4: FORWARD》 - 타이틀곡: Know About Me

### 싱글 음반
- 2022년 2월 22일 《AD MARE》- 타이틀곡: O.O(오오)
- 2022년 9월 19일 《ENTWURF》- 타이틀곡: DICE(다이스)
- 2023년 7월 11일 《A Midsummer NMIXX's Dream》- 타이틀곡: Party O'Clock

### 스페셜 싱글
- 2022년 7월 31일 《kiss》- 타이틀곡: kiss
- 2022년 11월 23일 《1st Intermixxion single <Funky Glitter Christmas> 》- 타이틀곡: Funky Glitter Christmas

### OST
- 2022년 5월 2일 《개비의 매직하우스 OST x NMIXX》- 타이틀곡: 안녕 개비!

## 음반 외 목록

### 텔레비전 프로그램
- 2022년 2월 23일 MBC M, MBC every1 《주간 아이돌》 (단체 출연)
- 2022년 9월 24일 ~ 2022년 12월 10일 JTBC 《K-909》 (해원 출연)
- 2023년 2월 27일 JTBC 《비긴어게인》 (설윤, 릴리 출연)
- 2023년 3월 22일 MBC M, MBC every1 《주간 아이돌》 (단체 출연)
- 2023년 4월 1일 /2023년 4월 8일 KBS2TV 불후의 명곡 (설윤외 5인 출연)
- 2023년 4월 7일 STATV 아이돌리그 (단체 출연)
- 2023년 7월 12일 MBC M, MBC every1 《주간 아이돌》 (단체 출연)
- 2023년 12월 28일 SBS 《과몰입 인생사》 (해원 출연)
- 2024년 2월 23일, 3월 1일 《이십세기 힛-트쏭》(해원 출연)
- 2024년 5월 18일 《아는형님》 (해원 출연)
- 2024년 7월 11일 ~ 2024년10월 10일 SBS 《과몰입 인생사》시즌2 (해원 출연)

## 수상 경력

### 가요 프로그램
| 연도            | 수상 내역 (총 11회) |
| --------------- | --- |
| 2023년 (총 1회) | - Love Me Like This (총 1회) - 3월 29일 MBC M 《쇼 챔피언》 챔피언송 |
| 2024년 (총 7회) | - Dash (총 4회) - 1월 24일 MBC M 《쇼 챔피언》 챔피언송 - 1월 25일 Mnet 《M Countdown》 1위 - 1월 26일 KBS2 《뮤직뱅크》 K-Chart 1위 - 1월 28일 SBS 《인기가요》 1위 - 별별별 (See that?) (총 3회) - 8월 29일 Mnet 《M Countdown》 1위 - 8월 30일 KBS2 《뮤직뱅크》 K-Chart 1위 - 9월 1일 SBS 《인기가요》 1위 |
| 2025년 (총 3회) | - Know About Me (총 3회) - 3월 26일 MBC M 《쇼 챔피언》 챔피언송 - 3월 28일 KBS2 《뮤직뱅크》 K-Chart 1위 - 3월 30일 SBS 《인기가요》 1위 |

### 시상식
- 2022년 엠넷 아시안 뮤직 어워즈 페이보릿 뉴 아티스트상
- 2022년 아시아 아티스트 어워즈 가수 부문 이모티브상
- 2022년 아시아 아티스트 어워즈 가수 부문 뉴웨이브상
- 2023년 써클차트 뮤직 어워즈 올해의 뉴 아이콘상
- 2023년 제6회 더 팩트 뮤직 어워즈 올해의 아티스트상
- 2023년 아시아 아티스트 어워즈 아이콘상
- 2024년 제33회 하이원 서울가요대상 본상
- 2024년 대한민국 퍼스트브랜드 대상 여자아이돌 부문 라이징스타상
- 2024년 31주년 한터뮤직어워즈 2023 글로벌 아웃스탠딩 아티스트상
- 2025년 제1회 디 어워즈 디 어워즈 딜라이츠 블루 라벨상